# 가미다나

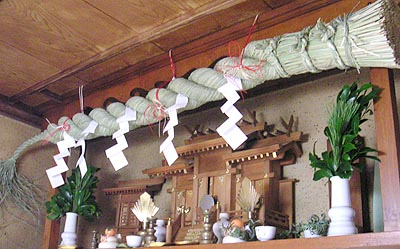
가미다나

가미다나(일본어: 神棚, かみだな)는 신토 제의에서 사용되는 도구로, 가정이나 사무실 등에서 가미를 모시기 위한 선반 또는 제물상이다. 일종의 소형 신사(神社)라고 볼 수 있다.
천정 근처에 남쪽이나 동쪽을 바라보도록 높이 설치하고 부적을 모셔둔다. 선반은 신구라고 불리는 여러 가지 도구로 장식한다. 신구는 거울, 등, 장식 술병 등이며 가정마다 길조를 바라는 다양한 물건을 덧붙이는 경우도 드물지 않다.
제물로는 밥과 소금, 물, 술이 기본이며 기타 음식류를 올릴 수 있다. 밥, 소금, 물은 매일 아침마다, 술은 통상적으로 매달 첫째 날과 보름날 새 것으로 바꾸는 것이 좋다고 여겨진다. 배례 방법에는 유파에 따라 다양한 의식이 있다.